# San Benedetto del Tronto
San Benedetto del Tronto – miejscowość i gmina we Włoszech, w regionie Marche, w prowincji Ascoli Piceno.
Według danych na styczeń 2009 gminę zamieszkiwało 47 771 osób przy gęstości zaludnienia 1887 os./1 km².
W miejscowości znajduje się stacja kolejowa San Benedetto del Tronto.

## Miasta partnerskie
- Mar del Plata, Argentyna
- Chicago Heights, USA
- Alfortville, Francja
- Alba Iulia, Rumunia
- Poggio Bustone, Włochy
- Steyr, Austria
- Trinidad, Kuba